# KK Vojvodina
Košarkaški klub Vojvodina Srbijagas (sérvio: Кошаркашки клуб Војводина Србијагас), mais conhecido como KK Vojvodina, é um clube profisisonal de basquetebol sérvio. Seu ginásio é o Spens Sports Center, com capacidade para 11.500 pessoas.

## Jogadores notáveis
- Zlatko Bolić
- Dejan Borovnjak
- Milan Gurović
- Strahinja Milošević
- Jovo Stanojević
- Predrag Šuput
- Marko Šutalo
- Milenko Tepić
- Čedomir Vitkovac
- István Németh
- Vladimir Golubović
- Smiljan Pavič
- Hassan Adams
- Vonteego Cummings
- Charron Fisher
- Reggie Freeman
- Kebu Stewart